# 3-메톡시티라민
3-메톡시티라민(영어: 3-methoxytyramine, 3-MT) 또는 3-메톡시-4-하이드록시펜에틸아민(영어: 3-methoxy-4-hydroxyphenethylamine)은 신경전달물질인 도파민의 대사 과정에서의 대사 중간생성물로 생성되는 인체의 미량 아민이다. 3-메톡시티라민은 카테콜-O-메틸트랜스퍼레이스(COMT)에 의해 도파민에 메틸기가 도입됨으로써 생성된다. 3-메톡시티라민은 모노아민 산화효소(MAO)에 의해 추가로 대사되어 호모바닐산(HVA)으로 전환될 수 있으며, 호모바닐산은 보통 소변으로 배설된다.
생리적으로 비활성인 것으로 생각되어온 3-메톡시티라민은 최근에 사람의 미량 아민 관련 수용체 1(TAAR1)의 작용제로 역할을 하는 것으로 나타났다.

## 생성
3-메톡시티라민은 프리클리 페어 선인장(선인장속)에서 자연적으로 생성되며, 일반적으로 선인장과에서 널리 발견된다. 3-메톡시티라민은 담배속 식물의 근두암종병에서도 발견되었다.
사람에서 3-메톡시티라민은 도파민의 대사산물로 생성되는 미량 아민이다.
| 사람의 뇌에서 카테콜아민과 미량 아민의 생합성 경로 L-페닐알라닌 L-티로신 L-도파 에피네프린 펜에틸아민 p-티라민 도파민 노르에피네프린 N-메틸펜에틸아민 N-메틸티라민 p-옥토파민 시네프린 3-메톡시티라민 AADC 주요 · 경로 PNMT AAAH 뇌 · CYP2D6 비주요 · 경로 COMT DBH 사람에서 카테콜아민과 펜에틸아민작동성 미량 아민은 아미노산인 L-페닐알라닌으로부터 유래된다. |

## 같이 보기
- 하이드록시티로솔
- 티라민
- 3,4-다이메톡시펜에틸아민